# حاسوب شخصي هادئ

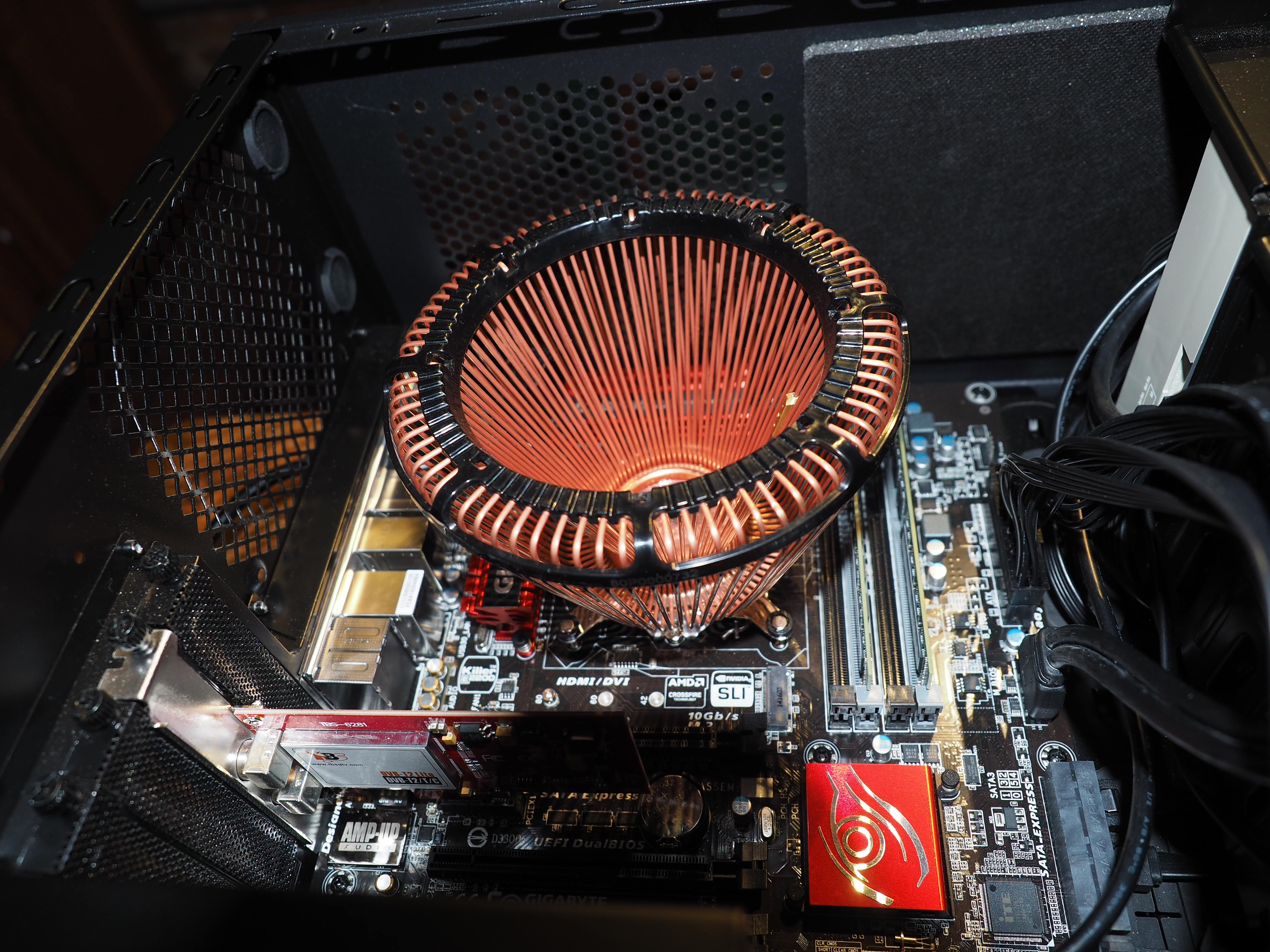
مبرد وحدة المعالجة المركزية بدون مروحة يعتمد على تقنية الأنابيب الحرارية

الحاسوب الشخصي الهادئ أو الصامت أو الخالي من المراوح هو حاسوب شخصي يصدر القليل جدًا من الضوضاء أو لا يصدر أي ضوضاء على الإطلاق. تشمل الاستخدامات الشائعة لأجهزة الحاسوب الهادئة تحرير الفيديو ومزج الصوت وأجهزة الحاسوب المسرحية المنزلية، ولكن يمكن أيضًا استخدام تقنيات تقليل الضوضاء لتقليل الضوضاء الصادرة عن الخوادم بشكل كبير. لا يوجد حاليًا تعريف قياسي لـ«الحاسوب الشخصي الهادئ»، ولا يستخدم المصطلح بشكل عام في سياق الأعمال، ولكن من قبل الأفراد والشركات التي تلبي احتياجاتهم.
التعريف العام المقترح هو أن الصوت المنبعث من مثل هذه الأجهزة لا ينبغي أن يتجاوز 30 ديسيبل، ولكن بالإضافة إلى مستوى ضغط الصوت المتوسط، فإن طيف التردد وديناميكيات الصوت مهمان في تحديد ما إذا كان صوت الحاسوب يمكن ملاحظته. الأصوات ذات طيف التردد السلس (الذي يفتقر إلى قمم نغمية مسموعة) والقليل من التباين الزمني أقل احتمالية للملاحظة. تؤثر طبيعة وكمية الضوضاء الأخرى في البيئة أيضًا على مقدار الصوت الذي سيتم ملاحظته أو إخفاؤه، لذلك قد يكون الحاسوب هادئًا فيما يتعلق ببيئة معينة أو مجموعة من المستخدمين.

## التاريخ
قبل عام 1975 تقريبًا، كانت جميع أجهزة الحاسوب عبارة عن آلات صناعية/تجارية كبيرة الحجم، وغالبًا ما كانت موجودة في موقع مركزي مع نظام تبريد مخصص بحجم الغرفة. ولم تكن الضوضاء تشكل مشكلة مهمة بالنسبة لهذه الأنظمة.
كانت أجهزة الحاسوب المنزلية الأولى، مثل كومودور 64، منخفضة الطاقة للغاية، وبالتالي كان من الممكن تشغيلها بدون مروحة أو، مثل جهاز حاسوب آي بي إم، باستخدام مروحة منخفضة السرعة تستخدم فقط لتبريد مصدر الطاقة، وبالتالي كان الضوضاء نادرًا ما تكون مشكلة.
بحلول منتصف تسعينيات القرن العشرين، ومع زيادة سرعات ساعة وحدة المعالجة المركزية إلى ما يزيد عن 60 ميجا هرتز، تمت إضافة «التبريد الموضعي» عن طريق مروحة فوق مشتت حرارة وحدة المعالجة المركزية لنفخ الهواء على المعالج. وبمرور الوقت، تم تضمين المزيد من المراوح لتوفير التبريد الموضعي في المزيد من المواقع التي تتطلب تبديد الحرارة، بما في ذلك بطاقة الرسوميات ثلاثية الأبعاد مع ازدياد قوتها. احتاجت علب الحاسوب بشكل متزايد إلى إضافة مراوح لاستخراج الهواء الساخن من العلبة، ولكن ما لم يتم تصميمها بعناية شديدة، فإن هذا من شأنه أن يضيف المزيد من الضوضاء.
أدى برنامج نجمة الطاقة، في عام 1992، والبرامج المماثلة إلى انتشار استخدام وضع السكون بين الأجهزة الإلكترونية الاستهلاكية، كما عزز برنامج شهادة تي سي أو [الإنجليزية] استهلاك الطاقة المنخفض. وقد أضاف كلا البرنامجين ميزات سمحت للأنظمة باستهلاك قدر الطاقة المطلوب فقط في لحظة معينة وساعدت في تقليل استهلاك الطاقة. وعلى نحو مماثل، تم تطوير أول وحدات معالجة مركزية منخفضة الطاقة وموفرة للطاقة لاستخدامها في أجهزة الحاسوب المحمولة ولكن يمكن استخدامها في أي جهاز لتقليل متطلبات الطاقة، وبالتالي الضوضاء.

## أسباب الضوضاء
الأسباب الرئيسية لضوضاء الحاسوب هي:
- الاحتكاك الميكانيكي الناتج عن محركات الأقراص ومحامل المروحة
- الاهتزاز الناتج عن محركات الأقراص[4] والمراوح
- الاضطرابات الجوية الناتجة عن عوائق في تدفق الهواء
- تأثيرات الدوامة الهوائية من حواف شفرات المروحة[5][6]
- الأنين الكهربائي: الضوضاء التي تنتجها الملفات الكهربائية أو المحولات المستخدمة في إمدادات الطاقة أو اللوحات الأم أو بطاقة الفيديو أو شاشات عرض البلورة السائلة.[7]

تتزايد العديد من هذه المصادر مع زيادة قوة الحاسوب. حيث تستهلك الترانزستورات الأسرع أو الأسرع طاقة أكبر، مما يؤدي إلى إطلاق المزيد من الحرارة. وزيادة سرعة دوران المراوح لمعالجة هذه المشكلة (في حالة تساوي كل العوامل) من شأنها أن تزيد من ضجيجها. وعلى نحو مماثل، فإن زيادة سرعة دوران محركات الأقراص الصلبة ومحركات الأقراص الضوئية تزيد من الأداء، ولكنها عمومًا تقلل أيضًا من الاهتزاز واحتكاك المحامل.

## قياس الضوضاء
على الرغم من وجود معايير لقياس وإبلاغ ناتج طاقة الصوت من أشياء مثل مكونات الحاسوب، إلا أنه غالبًا ما يتم تجاهلها. لا يقدم العديد من المصنعين قياسات لقوة الصوت. يقدم البعض قياسات ضغط الصوت، ولكن أولئك الذين يقدمون غالبًا لا يحددون كيفية إجراء قياسات ضغط الصوت. حتى المعلومات الأساسية مثل مسافة القياس نادرًا ما يتم الإبلاغ عنها. بدون معرفة كيفية قياسها، من غير الممكن التحقق من هذه الادعاءات، والمقارنات بين مثل هذه القياسات (على سبيل المثال لاختيار المنتج) لا معنى لها. المراجعات المقارنة، التي تختبر العديد من الأجهزة في نفس الظروف، أكثر فائدة، ولكن حتى في هذه الحالة، فإن متوسط مستوى ضغط الصوت هو عامل واحد فقط في تحديد المكونات التي سيتم إدراكها على أنها أكثر هدوءًا.

## طرق تقليل الضوضاء

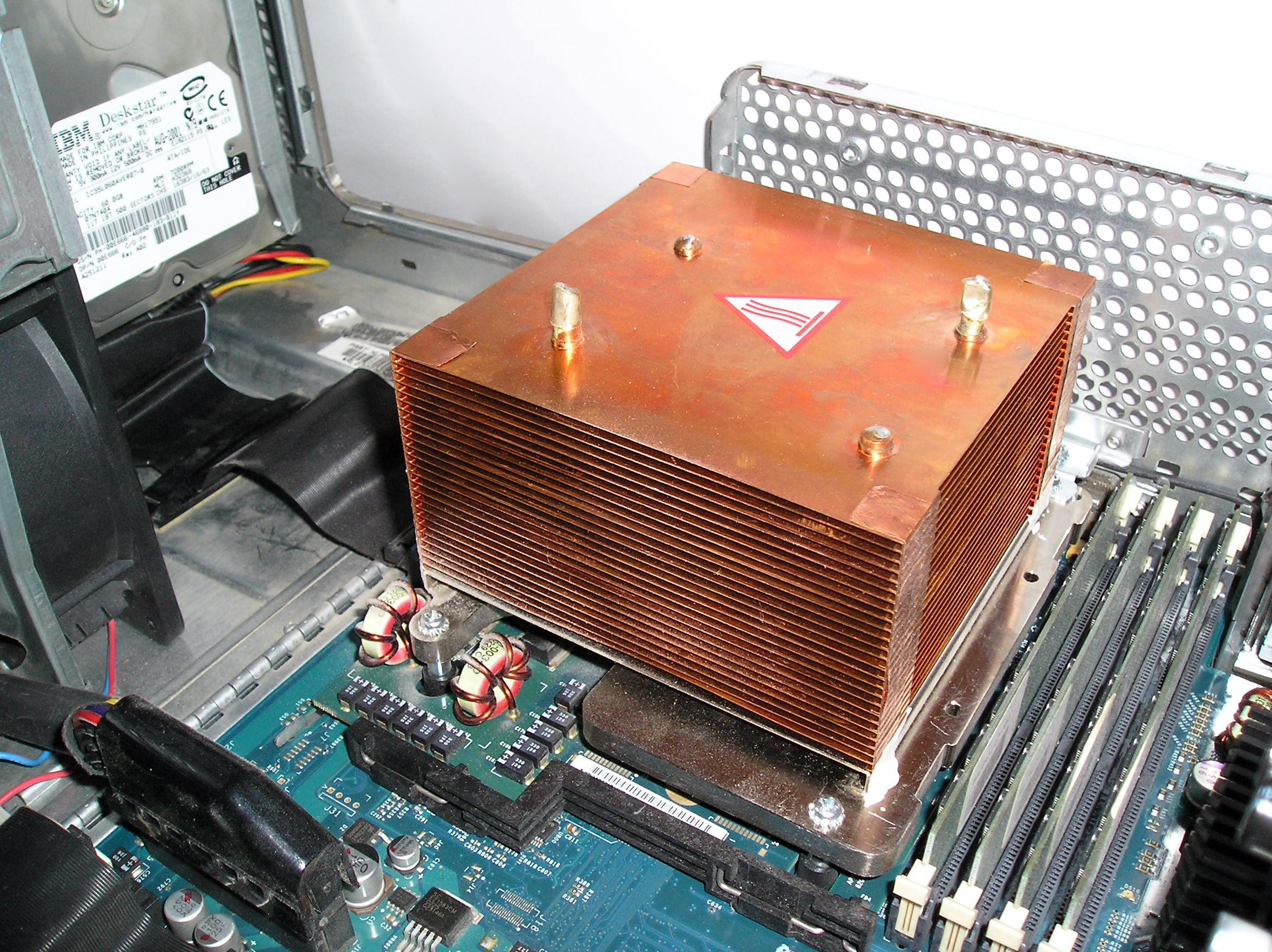
يعتمد هذا المبدد الحراري السلبي في باور ماك جي4 على مساحات سطحية كبيرة.

### طرق تقليل الضوضاء الشائعة
- استخدم أحواض حرارية مشتتات حرارية كبيرة وفعالة
- دمج أنابيب الحرارة، التي تتمتع بموصلية حرارية فعالة أعلى بكثير من النحاس الصلب
- استخدم مراوح ذات سرعات أقل وأقطار أكبر
- استخدم مراوح ذات محمل وضوضاء محرك منخفضة
- بدلاً من المراوح ذات السرعة الثابتة، استخدم مراوح ذات سرعة متغيرة يتم التحكم فيها حراريًا تعمل بسرعة أقل من السرعة القصوى، وبالتالي تعمل بهدوء معظم الوقت
- استخدم مزود طاقة فعال لتقليل الحرارة المهدرة
- استخدم نماذج أكثر هدوءًا من محركات الأقراص الصلبة
- استخدم أجهزة الحالة الصلبة مثل الفلاش المدمج أو محركات الأقراص ذات الحالة الصلبة بدلاً من محركات الأقراص الصلبة الميكانيكية التقليدية
- استخدم الشبكة عن بعد عبر إس إم بي أو نظام ملفات الشبكة بدلاً من الأقراص المحلية
- ضع مادة تخميد مثل السوربوثان حول محركات الأقراص الصلبة أو العناصر الدوارة الأخرى
- استخدم مواد عزل الصوت لامتصاص الصوت وتخفيف رنين العلبة
- قد يكون التبريد بالماء، على الرغم من صعوبة إعداده، مفيدًا في بعض المواقف

### طرق منخفضة التكلفة
هناك عدد من الطرق لتقليل ضوضاء الحاسوب بتكلفة إضافية قليلة أو بدون تكلفة.
- تقليل جهد إمداد وحدة المعالجة المركزية («خفض الجهد»). يمكن للعديد من وحدات المعالجة المركزية اليوم العمل بثبات بسرعتها الأصلية، أو حتى مع زيادة طفيفة في سرعة التشغيل، بجهد مخفض، مما يقلل من إخراج الحرارة. يتناسب استهلاك الطاقة تقريبًا مع V2·f، أي أنه يختلف خطيًا مع تردد الساعة وتربيعيًا مع الجهد.[10] وهذا يعني أنه حتى التخفيض الطفيف في الجهد يمكن أن يكون له تأثير كبير في استهلاك الطاقة. يمكن أيضًا استخدام خفض الجهد وخفض سرعة التشغيل مع الشرائح ووحدات معالجة الرسومات.
- قم بتمكين الهدوء والسكينة [الإنجليزية] على وحدات المعالجة المركزية إي إم دي أو سبيد ستيب (المعروفة أيضًا باسم إيست) على وحدات المعالجة المركزية إنتل.
- قم بتركيب المراوح على حوامل مضادة للاهتزاز.
- تقليل سرعة المروحة. بالنسبة لأجهزة الحاسوب الحديثة، يمكن تغيير سرعة المراوح تلقائيًا، اعتمادًا على مدى سخونة أجزاء معينة من الحاسوب. سيؤدي خفض جهد إمداد محرك مروحة التيار المستمر إلى تقليل سرعته مع جعله أكثر هدوءًا وخفض كمية الهواء التي تحركها المروحة. قد يؤدي القيام بذلك بشكل تعسفي إلى ارتفاع درجة حرارة المكونات؛ لذلك، عند إجراء عمل على الأجهزة، يُنصح بمراقبة درجة حرارة مكونات النظام. يمكن تعديل المراوح ذات موصلات موليكس بسهولة.[11] مع المراوح ذات 3 دبابيس، يمكن استخدام المقاومات الثابتة أو الثنائيات، أو وحدات التحكم التجارية في المروحة، مثل زلمان فانميت. قد تسمح برامج مثل سبيد فان أو أرغوس مونيتور بالتحكم في سرعة المروحة. تدعم العديد من اللوحات الأم الحديثة التحكم في تعديل عرض النبضة (PWM)، مما يسمح بتعيين سرعة المروحة في النظام الأساسي للإدخال والإخراج أو باستخدام برنامج.
- قم بإزالة شبكات المروحة المقيدة للسماح بتدفق الهواء بشكل أسهل، أو استبدل شبكات المروحة الصاخبة بإصدارات أكثر هدوءًا.
- استخدم برامج مثل نيرو درايف سبيد أو ريمهيل إاكس لتقليل سرعة محركات الأقراص الضوئية.
- عزل ضوضاء القرص الصلب، إما عن طريق استخدام حوامل مضادة للاهتزاز (عادةً ما تكون مطاطية أو حلقات سيليكونية)، أو عن طريق تعليق القرص الصلب لفصله بالكامل عن هيكل الحاسوب عن طريق تركيبه في حجرة محرك مقاس 5.25 بوصة مع حوامل بوليمرية لزجة مرنة.
- اضبط قيمة إدارة صوتية أوتوماتيكية الخاصة بالقرص الصلب على أدنى إعداد لها. يؤدي هذا إلى تقليل ضوضاء البحث التي ينتجها القرص الصلب، ولكنه يقلل أيضًا من الأداء بشكل طفيف.
- قم بضبط نظام التشغيل على إيقاف تشغيل محركات الأقراص الصلبة بعد فترة قصيرة من عدم النشاط. قد يؤدي هذا إلى تقليل عمر محرك الأقراص ويتعارض عادةً مع نظام التشغيل والبرامج قيد التشغيل، على الرغم من أنه لا يزال مفيدًا لمحركات الأقراص التي تُستخدم فقط لتخزين البيانات.
- قم بإزالة تجزئة محركات الأقراص الصلبة لتقليل حاجة رؤوس محركات الأقراص إلى البحث على نطاق واسع عن البيانات. يمكن أن يؤدي هذا أيضًا إلى تحسين الأداء.
- قم بترتيب المكونات والكابلات لتحسين تدفق الهواء. يمكن للأسلاك المعلقة داخل الحاسوب أن تعيق تدفق الهواء، مما قد يؤدي إلى زيادة درجة الحرارة. يمكن نقلها بسهولة إلى جانب العلبة حتى يمر الهواء بسهولة أكبر.
- قم بإزالة الغبار من داخل الحاسوب. سيحتفظ الغبار الموجود على أجزاء الحاسوب بمزيد من الحرارة. تسحب المراوح الغبار مع الهواء الخارجي؛ ويمكن أن يتراكم بسرعة داخل الحاسوب. يمكن إزالة الغبار باستخدام مكنسة كهربائية أو منفضة غاز أو هواء مضغوط. ومع ذلك، يجب استخدام المكانس الكهربائية الخاصة المضادة للكهرباء الساكنة لمنع التفريغ الكهروستاتيكي (ESD). ومن الناحية المثالية، يجب القيام بذلك بشكل متكرر بما يكفي لمنع تراكم كمية كبيرة من الغبار. يعتمد تكرار القيام بذلك بالكامل على البيئة التي يتم فيها استخدام الحاسوب.

في بعض الحالات، قد يكون الحل المقبول هو نقل الحاسوب الذي يصدر الكثير من الضوضاء خارج منطقة العمل المباشرة، والوصول إليه إما باستخدام كابلات إتش دي إم آي/يو إس بي/دي في آي طويلة المدى أو عبر برنامج سطح المكتب عن بعد من عميل منخفض الأداء، على سبيل المثال، استنادًا إلى راسبيري باي، وهو حاسوب مصغر لا يستخدم حتى المبدد الحراري.

## المكونات الفردية في جهاز حاسوب هادئ
فيما يلي ملاحظات حول المكونات الفردية في أجهزة الحاسوب الهادئة.
تستهلك اللوحة الأم ووحدة المعالجة المركزية وبطاقة الفيديو قدرًا كبيرًا من الطاقة في الحاسوب. والمكونات التي تحتاج إلى طاقة أقل سيكون تبريدها أسهل في هدوء. ويتم اختيار مصدر طاقة هادئ ليكون فعالًا مع توفير طاقة كافية للحاسوب.

### اللوحة الأم

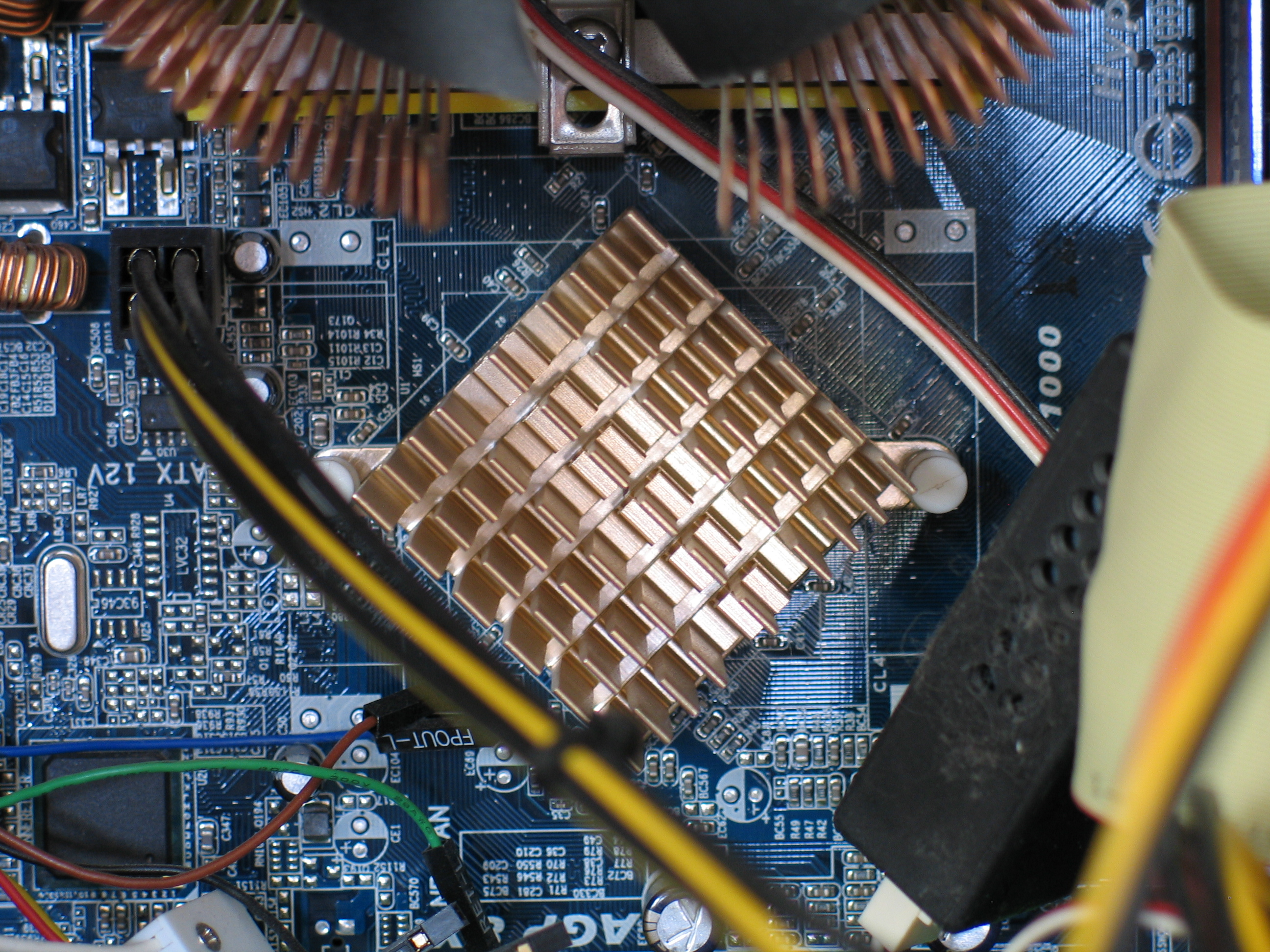
تساعد شرائح الجسر الشمالي المبردة بشكل سلبي على تقليل الضوضاء.

ستكون اللوحة الأم التي تعتمد على مجموعة شرائح تستخدم طاقة أقل أسهل في التبريد بهدوء. تتطلب عمليات خفض الجهد وخفض سرعة المعالج عمومًا دعم اللوحة الأم، ولكن عند توفرها يمكن استخدامها لتقليل استخدام الطاقة وناتج الحرارة، وبالتالي متطلبات التبريد.
تحتوي العديد من شرائح اللوحات الأم الحديثة على جسور شمالية [الإنجليزية] ساخنة قد تأتي مع تبريد نشط في شكل مروحة صغيرة صاخبة. استبدل بعض مصنعي اللوحات الأم هذه المراوح بدمج أحواض حرارية كبيرة أو مبردات أنابيب حرارية،  ومع ذلك، فإنها لا تزال تتطلب تدفق هواء جيد في العلبة لإزالة الحرارة. غالبًا ما تحتوي منظمات الجهد في اللوحات الأم أيضًا على أحواض حرارية وقد تحتاج إلى تدفق هواء لضمان التبريد الكافي.
يمكن لبعض اللوحات الأم التحكم في سرعة المروحة باستخدام شريحة مراقبة الأجهزة المتكاملة (غالبًا ما تكون وظيفة ضمن حل عربــــــــي [الإنجليزية])، والتي يمكن تكوينها من خلال بايوس أو باستخدام برنامج مراقبة النظام مثل سبيد فان وأرغوس مونيتور، وتحتوي معظم اللوحات الأم الحديثة على تحكم مدمج في مروحة تضمين عرض النبضة لمروحة واحدة أو اثنتين.
على الرغم من أن شريحة مراقبة الأجهزة المعينة قد تكون قادرة على إجراء التحكم في المروحة، فقد لا يقوم مصنع اللوحة الأم بالضرورة بتوصيل دبابيس رأس المروحة الخاصة باللوحة الأم بشكل صحيح بشريحة مراقبة الأجهزة، وبالتالي في بعض الأحيان لا يمكن إجراء التحكم في مروحة الكمبيوتر [الإنجليزية] على لوحة أم معينة بسبب مخالفات الأسلاك، على الرغم من أن البرنامج قد يشير إلى أن التحكم في المروحة متاح بسبب الدعم الأساسي من شريحة مراقبة الأجهزة نفسها. في أوقات أخرى، قد يكون من الممكن أن يؤثر إعداد واحد للتحكم في المروحة على جميع رؤوس موصلات المروحة على اللوحة الأم في نفس الوقت، حتى إذا كانت الإعدادات الفردية لكل مروحة متاحة في شريحة مراقبة الأجهزة نفسها؛ نظرًا لأن مشكلات الأسلاك هذه شائعة جدًا، فمن الصعب تصميم واجهات مستخدم عامة جيدة لتكوين التحكم في المروحة.
يمكن للوحات الأم أيضًا أن تنتج ضوضاء كهرومغناطيسية مسموعة.

### وحدة معالجة مركزية
يمكن أن يختلف الناتج الحراري لوحدة المعالجة المركزية وفقًا لعلامتها التجارية وطرازها أو، على وجه التحديد، قدرتها الحرارية التصميمية (TDP). كان الإصدار الثالث من معالج بنتيوم 4 من إنتل، والذي يستخدم نواة «بريسكوت»، سيئ السمعة لكونه أحد أكثر وحدات المعالجة المركزية تشغيلًا في السوق. وبالمقارنة، فإن سلسلة Athlon من إي إم دي ومعالجات إنتل كور 2 تعمل بشكل أفضل عند سرعات ساعة أقل، وبالتالي تنتج حرارة أقل.
غالبًا ما تتضمن وحدات المعالجة المركزية الحديثة أنظمة توفير الطاقة، مثل الهدوء والسكينة [الإنجليزية] ولونج هول وسبيد ستيب. تعمل هذه الأنظمة على تقليل سرعة ساعة وحدة المعالجة المركزية وجهد النواة عندما يكون المعالج خاملاً، وبالتالي تقليل الحرارة. يمكن تقليل الحرارة التي تنتجها وحدات المعالجة المركزية بشكل أكبر عن طريق خفض الجهد أو خفض سرعة المعالج أو كليهما.
تُصنع معظم وحدات المعالجة المركزية الحديثة السائدة والقيمة باستخدام طاقة التصميم الحرارية أقل لتقليل الحرارة والضوضاء واستهلاك الطاقة. عادةً ما يكون لوحدات المعالجة المركزية ثنائية النواة سيليرون وبنتيوم وآي 3 من إنتل طاقة التصميم الحرارية يتراوح بين 35 و54 واط، بينما يكون آي 5 وآي 7 عمومًا 64 و84 واط (الإصدارات الأحدث، مثل هاسويل) أو 95 واط (الإصدارات الأقدم، مثل ساندي بريدج). عادةً ما يكون لوحدات المعالجة المركزية الأقدم مثل كور 2 طاقة التصميم الحرارية ثنائي يبلغ 65 واط، بينما كانت وحدات المعالجة المركزية كور 2 رباعي في الغالب 65 واط. كانت وحدات المعالجة المركزية أثلون الثاني x2 من إي إم دي 65 واط، بينما كانت أثلون x4 95 واط. تراوحت إي أم دي فينوم من 80 واط في متغير x2 إلى 95 و125 واط في المتغيرات رباعية النواة. تتراوح وحدات المعالجة المركزية بلدوزر إم إي دي من 95 إلى 125 واط. تتراوح وحدات المعالجة المسرعة إي إم دي من 65 واط للإصدارات ثنائية النواة منخفضة التكلفة، مثل إيه 4، إلى 100 واط للإصدارات رباعية النواة عالية التكلفة، مثل إيه 8. تأتي بعض المعالجات في إصدارات خاصة منخفضة الطاقة. على سبيل المثال، تنتهي وحدات المعالجة المركزية ذات استهلاك الطاقة الحرارية المنخفض من إنتل بـT (35 واط) أو S (65 واط).

### بطاقة الفيديو

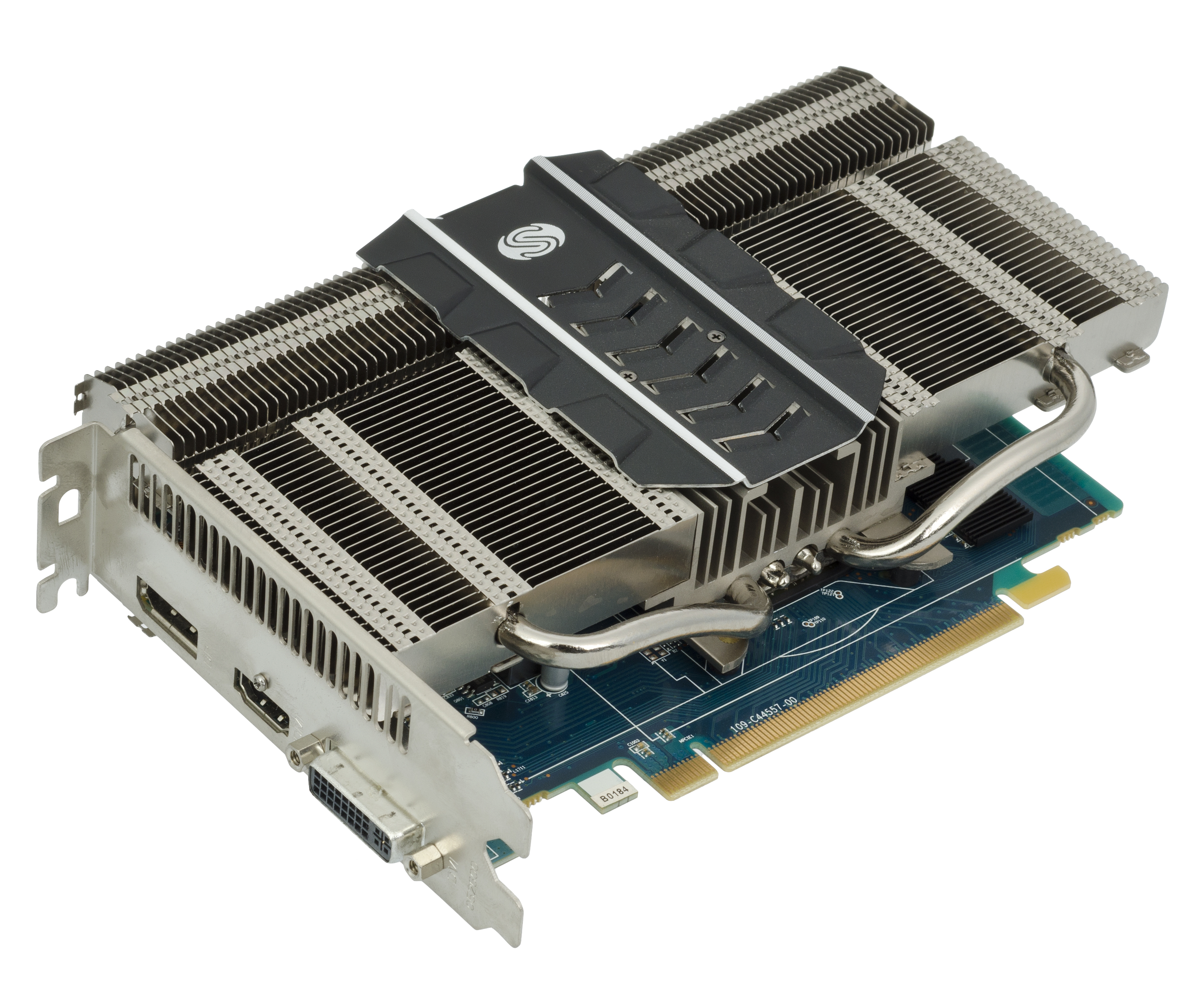
بطاقة فيديو تستخدم أنابيب حرارية للتبريد ولا تحتوي على مروحة مخصصة

يمكن أن تنتج بطاقات الفيديو قدرًا كبيرًا من الحرارة. قد تكون وحدة معالجة الرسوميات السريعة هي المستهلك الأكبر للطاقة في الحاسوب وبسبب قيود المساحة، غالبًا ما تستخدم مبردات بطاقات الفيديو مراوح صغيرة تعمل بسرعات عالية، مما يجعلها صاخبة.
تتضمن الخيارات لتقليل الضوضاء من هذا المصدر ما يلي:
- استبدل المبرد الأصلي بآخر من السوق الثانوية.[17]
- استخدم مخرج الفيديو الموجود على اللوحة الأم. عادةً ما يستهلك الفيديو الموجود على اللوحة الأم قدرًا أقل من الطاقة، ولكنه يوفر أداءً أقل في الألعاب أو فك تشفير الفيديو عالي الدقة.
- حدد بطاقة فيديو لا تستخدم مروحة.[18]
- تحتوي معظم بطاقات الرسومات الحديثة على أدوات تسمح للمستخدم بتقليل هدف الطاقة وضبط منحنيات المروحة، مما يؤدي إلى تشغيل أكثر هدوءًا على حساب الأداء

### مزود الطاقة
يتم جعل مصدر الطاقة أكثر هدوءًا من خلال استخدام كفاءة أعلى (مما يقلل من الحرارة المهدرة والحاجة إلى تدفق الهواء)، ومراوح أكثر هدوءًا، ووحدات تحكم أكثر ذكاءً للمراوح (حيث يكون الارتباط بين درجة الحرارة وسرعة المروحة أكثر تعقيدًا من الارتباط الخطي)، ومبددات حرارية أكثر فعالية، وتصميمات تسمح للهواء بالتدفق من خلالها بمقاومة أقل. بالنسبة لحجم مصدر طاقة معين، تولد مصادر الطاقة الأكثر كفاءة مثل تلك المعتمدة بـ 80+ حرارة أقل.
إن مصدر الطاقة بالقدرة المناسبة للحاسوب مهم لتحقيق الكفاءة العالية وتقليل الحرارة. وعادة ما تكون مصادر الطاقة أقل كفاءة عندما تكون محملة بشكل خفيف أو ثقيل. وعادة ما تكون مصادر الطاقة ذات القدرة العالية أقل كفاءة عندما تكون محملة بشكل خفيف، على سبيل المثال عندما يكون الحاسوب خاملاً أو نائمًا. تقضي معظم أجهزة الحاسوب المكتبية معظم وقتها محملة بشكل خفيف. على سبيل المثال، تستهلك معظم أجهزة الحاسوب المكتبية أقل من 250 واط عند التحميل الكامل، و200 واط أو أقل هو الأكثر شيوعًا.
يمكن جعل مصادر الطاقة ذات المراوح التي يتم التحكم فيها حرارياً أكثر هدوءًا من خلال توفير مصدر هواء أكثر برودة و/أو أقل انسدادًا، وتتوفر مصادر طاقة بدون مراوح، إما مع أحواض حرارية سلبية كبيرة أو تعتمد على الحمل الحراري أو تدفق الهواء داخل العلبة لتبديد الحرارة. من الممكن أيضًا استخدام مصادر طاقة من تيار مستمر إلى تيار مستمر بدون مراوح تعمل مثل تلك الموجودة في أجهزة الحاسوب المحمولة، باستخدام مصدر طاقة خارجي لتوفير طاقة تيار مستمر، والتي يتم تحويلها بعد ذلك إلى فولتات مناسبة وتنظيمها للاستخدام بواسطة الحاسوب. عادةً ما يكون لهذه مصادر الطاقة تصنيفات واط أقل.
يمكن للملفات الكهربائية الموجودة في مصادر الطاقة أن تنتج ضوضاء كهرومغناطيسية مسموعة، والتي يمكن أن تصبح ملحوظة في جهاز حاسوب هادئ.
إن تجهيز وحدة إمداد الطاقة بسلك طاقة يستخدم حبة فيريت قد يساعد في بعض الأحيان على تقليل الطنين الصادر من وحدة إمداد الطاقة.

### الصندوق

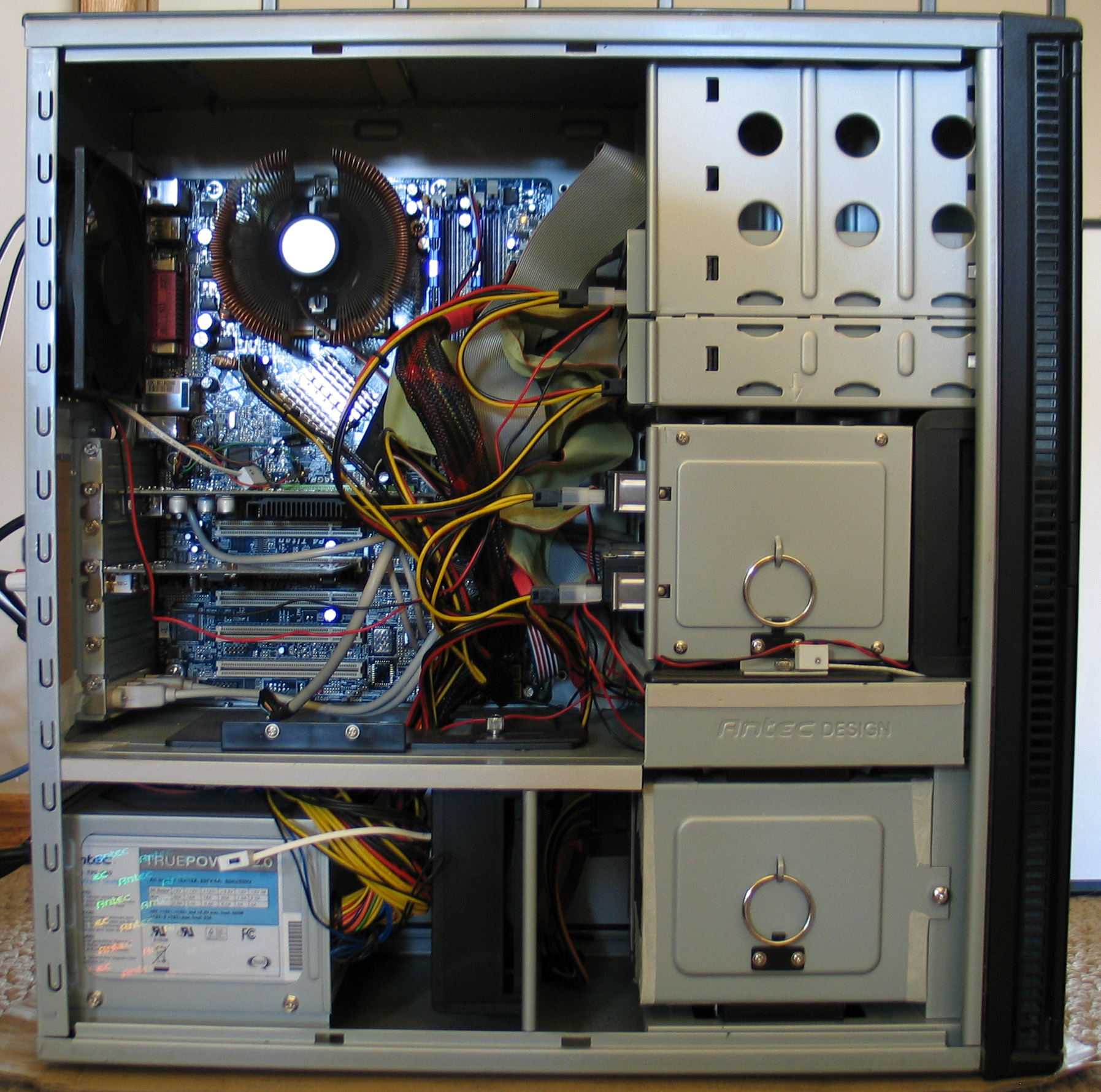
أنتيك بي 180، مع حجرات معزولة لتدفق هواء أكثر انعزالاً

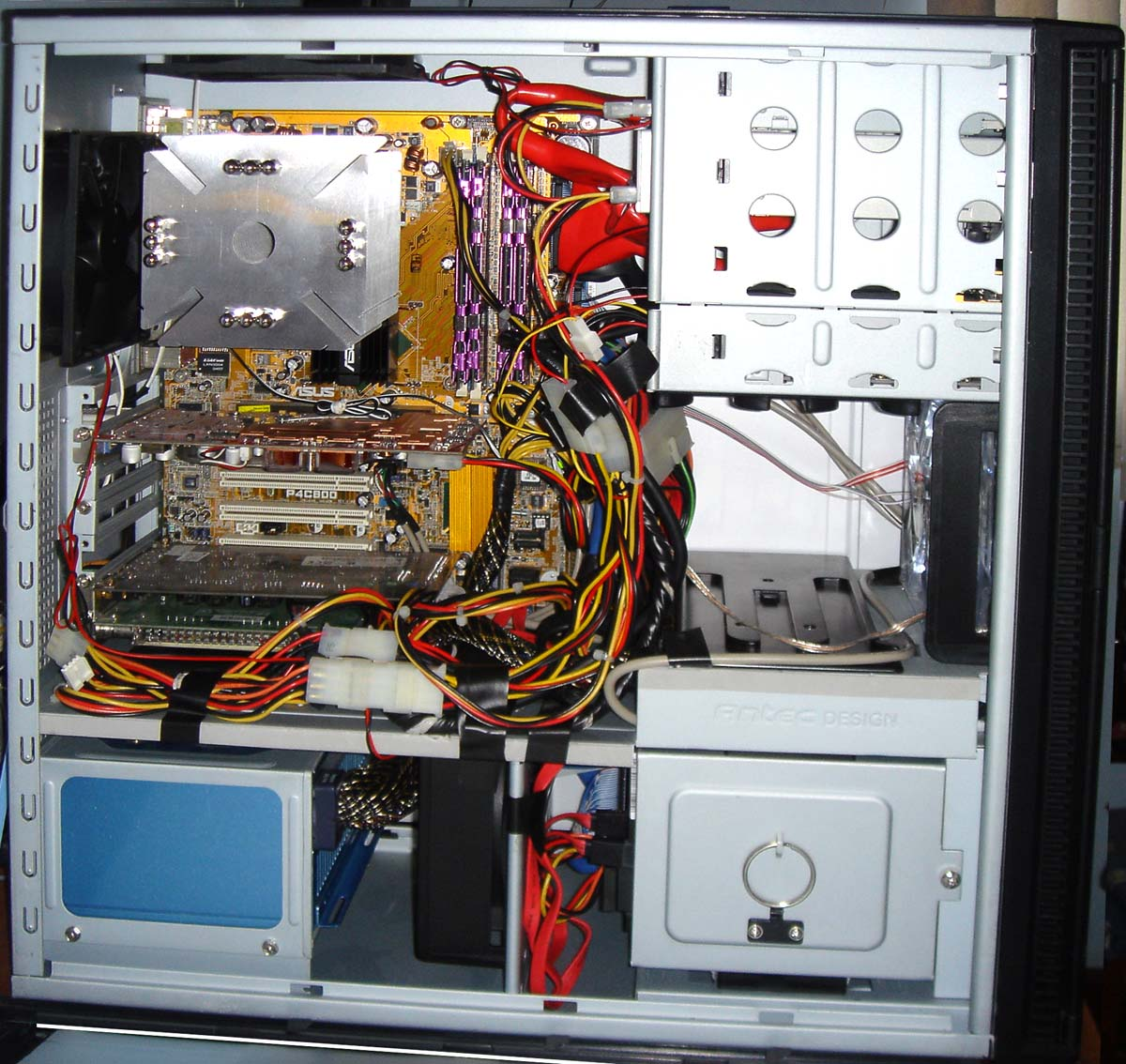
مثال آخر لجهاز أنتيك بي 180، يوضح استخدام منجل النينجا، وهو مبرد وحدة المعالجة المركزية بدون مروحة

عادةً ما تشتمل العلبة المصممة لضوضاء منخفضة على مراوح هادئة، وغالبًا ما تأتي مع مصدر طاقة هادئ. وتتضمن بعضها مبددات حرارية لتبريد المكونات بشكل سلبي.
توفر الصناديق الأكبر مساحة أكبر لتدفق الهواء، ومبردات ومبددات حرارية أكبر، ومواد عازلة للصوت.

#### تدفق الهواء
غالبًا ما تحتوي الصناديق المخصصة لتقليل الضوضاء على قنوات وتقسيمات داخل الصندوق لتحسين تدفق الهواء وعزل المكونات حراريًا. يمكن إضافة فتحات التهوية والقنوات بسهولة إلى الصناديق العادية.
عادةً ما يحتوي الصندوق المصمم ليكون هادئ على شبكات سلكية أو شبكات مروحة على شكل قرص العسل. وكلاهما أفضل بكثير من النمط القديم من الشبكات المختومة.
تساعد الميزات التي تسهل إدارة الكابلات بشكل منظم، مثل الأقواس والمساحة لتمرير الكابلات خلف درج اللوحة الأم، على زيادة كفاءة التبريد.
يمكن أن تساعد مرشحات الهواء في منع الغبار من تغطية أحواض الحرارة والأسطح، حيث يعيق الغبار نقل الحرارة، مما يجعل المراوح تدور بشكل أسرع. ومع ذلك، يمكن أن يزيد الفلتر نفسه من الضوضاء إذا قيد تدفق الهواء كثيرًا أو لم يتم تنظيفه، مما يتطلب مروحة أكبر أو أسرع للتعامل مع انخفاض الضغط خلف الفلتر.

#### عزل الصوت
يمكن تبطين الجزء الداخلي من العلبة بمواد مخففة لتقليل الضوضاء من خلال:
- تخفيف اهتزازات ألواح العلبة عن طريق التخميد الممتد أو التخميد الطبقي المقيد
- تقليل سعة اهتزاز ألواح العلبة عن طريق زيادة كتلتها
- امتصاص الضوضاء المحمولة جوًا، مثل الرغوة

### أنظمة التبريد

#### تقليل الحرارة
غالبًا ما يتم استخدام أنابيب حرارية كبيرة مصممة للعمل بكفاءة مع تدفق هواء قليل في أجهزة الحاسوب الهادئة. وغالبًا ما يتم استخدام أنابيب الحرارة لتوزيع الحرارة بكفاءة أكبر على المشتت الحراري.

#### المروحة

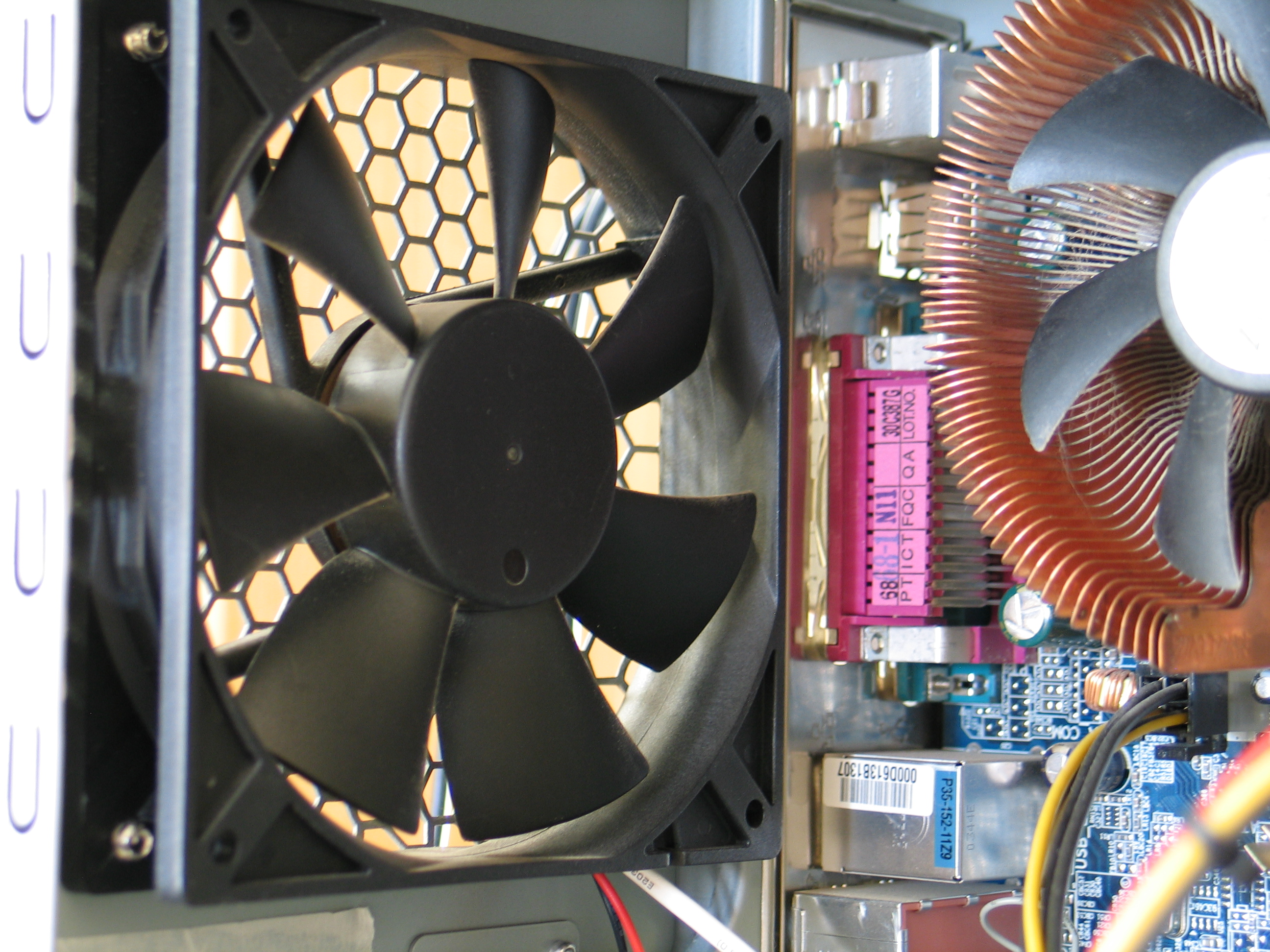
مروحة ذات سرعة متغيرة 120 ملم

إذا كانت أجهزة الحاسوب الهادئة تستخدم المراوح على الإطلاق، فإنها تستخدم عادةً مراوح منخفضة السرعة أكبر من المعتاد بمحركات ومحامل تعمل بهدوء. الحجم 120 مم شائع، ويتم استخدام مراوح 140 مم حيث تسمح بذلك الهياكل أو المبددات الحرارية. تشمل شركات تصنيع المراوح الهادئة نكسس وإي بي إم–بابست وييت لون وسايث ونوكتوا [الإنجليزية]. وقد نشرت إس بي سي آر وماد شرمبس دراسات استقصائية مقارنة موسعة.
غالبًا ما يكون ضوضاء المروحة متناسبًا مع سرعة المروحة، لذا يمكن استخدام وحدات التحكم في المروحة لإبطاء المراوح واختيار سرعة المروحة بدقة. يمكن لوحدات التحكم في المروحة إنتاج سرعة ثابتة للمروحة باستخدام مقاومة أو صمام ثنائي مضمن؛ أو سرعة متغيرة باستخدام مقياس الجهد لتوفير جهد أقل. يمكن أيضًا تقليل سرعة المروحة بشكل أكثر بدائية عن طريق توصيلها بخط 5 فولت لمصدر الطاقة بدلاً من خط 12 فولت (أو بينهما للحصول على فرق محتمل يبلغ 7 فولت، على الرغم من أن هذا يشل استشعار سرعة المروحة).  ستعمل معظم المراوح عند 5 فولت بمجرد دورانها، ولكنها قد لا تبدأ بشكل موثوق بأقل من 7 فولت. ستغير بعض وحدات التحكم البسيطة في المروحة جهد إمداد المراوح بين 8 فولت و12 فولت فقط لتجنب هذه المشكلة تمامًا. تبدأ بعض وحدات التحكم في المروحة المروحة عند 12 فولت، ثم تخفض الجهد بعد بضع ثوانٍ.
ومع ذلك، فإن التحكم في مروحة تضمين عرض النبضة (بي دبليو إم) هو الخيار الأسهل والأكثر كفاءة للوحات الأم الحديثة التي تحتوي على رؤوس مراوح بي دبليو إم. يتحول التحكم في مروحة بي دبليو إم بسرعة بين تغذية المروحة بالجهد الكامل وعدم وجود جهد للتحكم في سرعة الدوران. عادةً ما توفر مجموعة شرائح اللوحة الأم بيانات درجة الحرارة من أجهزة الاستشعار الموجودة على وحدة المعالجة المركزية نفسها للتحكم في السرعة.
يعد ضوضاء المحمل والمحرك من الاعتبارات المهمة. يمكن أن تساعد المراوح ذات التركيب الناعم (على سبيل المثال مع عوازل المروحة المطاطية أو السيليكونية) في تقليل انتقال اهتزاز المروحة إلى مكونات أخرى.
غالبًا ما تكون المراوح الكهرضغطية أكثر هدوءًا من المراوح الدوارة وقد تستهلك طاقة أقل. قامت شركة إنتل وموراتا وشركات أخرى مؤخرًا بتطوير استخدام المراوح الكهرضغطية في أجهزة الحاسوب المكتبية.

#### التبريد المائي
التبريد بالماء هو طريقة لتبديد الحرارة عن طريق نقل الحرارة عبر مادة موصلة تلامس سائلًا، مثل الماء منزوع المعادن مع مادة مضافة لمنع نمو البكتيريا. ينتقل هذا الماء في حلقة تحتوي عادةً على خزان ومبرد ومضخة. تسمح تقنيات المضخات الحديثة ذات التيار المستمر 12 فولت بتصميمات قوية وهادئة للغاية.
من خلال نقل حرارة الجهاز بكفاءة إلى مبادل حراري منفصل يمكنه استخدام مشعات حرارية أو مراوح أكبر، يمكن للتبريد المائي أن يسمح بتشغيل أكثر هدوءًا بشكل عام. يمكن تبريد أجهزة مثل وحدات معالجة الرسوميات والجسور الشمالية [الإنجليزية] الجسور الجنوبية ومحركات الأقراص الصلبة والذاكرة ووحدات تنظيم الجهد (VRMs) وحتى مصادر الطاقة بالماء بشكل منفصل؛ في الواقع، يمكن غمر الحاسوب بالكامل في الماء، في بعض الحالات.

### التخزين الثانوي

#### القرص الصلب

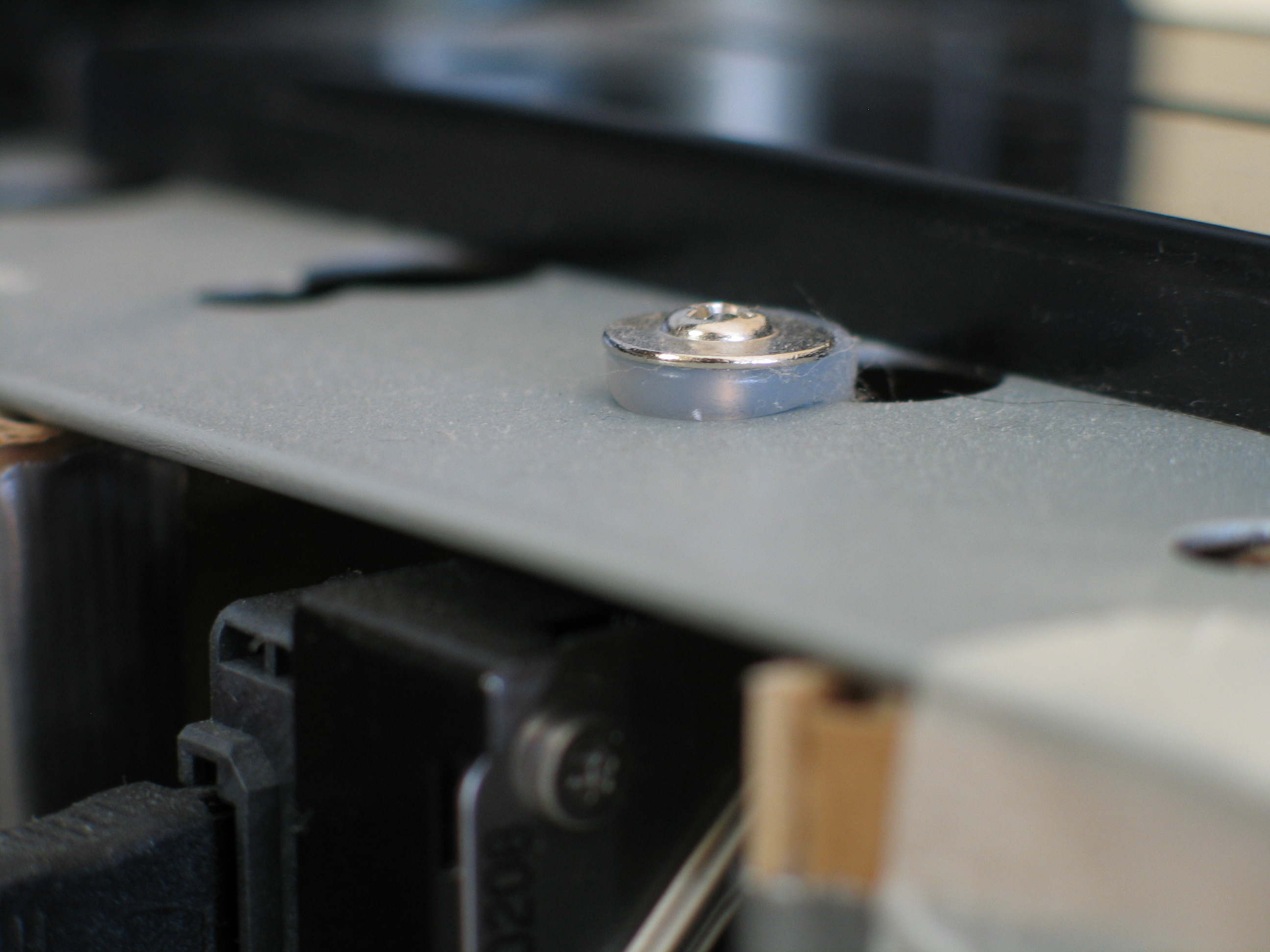
حلقات السيليكون في صندوق الحاسوب لتثبيت محرك الأقراص الصلبة لتقليل الاهتزاز

تستخدم محركات الأقراص الصلبة القديمة محركات ذات محامل كروية، لكن محركات الأقراص الصلبة المكتبية الحديثة تستخدم محركات ذات محامل سائلة أكثر هدوءًا.
تتميز محركات الأقراص الصلبة الأصغر حجمًا مقاس 2.5 بوصة باهتزازات أقل، وهي أكثر هدوءًا، وتستخدم طاقة أقل من محركات الأقراص التقليدية مقاس 3.5 بوصة، ولكنها غالبًا ما يكون أداؤها أقل وسعة أقل، وتكلف أكثر لكل جيجابايت.
لتقليل الاهتزازات الناتجة عن نقل محرك الأقراص الصلبة إلى العلبة وتضخيمها، يمكن تثبيت محركات الأقراص الصلبة بمسامير مطاطية ناعمة، أو تعليقها بأشرطة مطاطية أو وضعها على رغوة ناعمة أو سوربوثان. يمكن أن تساعد علب محركات الأقراص الصلبة أيضًا في تقليل ضوضاء محرك الأقراص، ولكن يجب توخي الحذر لضمان حصول محرك الأقراص على تبريد كافٍ – وغالبًا ما تتم مراقبة درجات حرارة القرص بواسطة برنامج تكنولوجيا المراقبة الذاتية والتحليل والتقارير [الإنجليزية].

#### وسيط تخزين ذو حالة ثابتة
لا يحتوي محرك الحالة الصلبة على مكونات ميكانيكية متحركة ويعمل بصمت، ولكن (اعتبارًا من 2016) لا يزال أغلى بنحو أربعة أضعاف لكل وحدة تخزين من وسيط تخزين ذو حالة ثابتة المخصصة للمستهلكين.
في بعض الحالات، قد تكون طرق تخزين الحالة الصلبة الأخرى مناسبة:
- يمكن استخدام بطاقات الفلاش المدمجة (CF) كوحدة تخزين ثانوية. نظرًا لأنها تستخدم واجهة مقبس تكنولوجي متقدم متوازي (PATA) معدلة قليلاً، فإن محولًا بسيطًا هو كل ما يلزم لتوصيل بطاقات الفلاش المدمجة للعمل كقرص ثابت PATA أو بطاقة الحاسوب الشخصي. تتميز بطاقات الفلاش المدمجة أيضًا بأنها صغيرة الحجم، مما يسمح بتصنيع أجهزة حاسوب صغيرة الحجم، ولا تنتج أي ضوضاء، وتستخدم قدرًا ضئيلًا للغاية من الطاقة (مما يقلل بشكل أكبر من الناتج الحراري في تحويل التيار المتردد/المستمر في وحدة إمداد الطاقة)، وكمية ضئيلة من الحرارة. ومع ذلك، فهي باهظة الثمن لكل جيجابايت ولا تتوفر إلا بسعات صغيرة وهناك أيضًا مشكلات تتعلق بالحد الأقصى لعدد عمليات الكتابة لكل قطاع.[50]
- يمكن استخدام محركات أقراص فلاش يو إف إس بي إذا كانت اللوحة الأم تدعم التمهيد من يو إس بي. وهي تعتمد على ذاكرة فلاش، وبالتالي لها نفس مزايا وعيوب بطاقات الفلاش المدمجة (CF)، باستثناء أن السرعة محدودة بواسطة ناقل يو إس بي.
- آي-رام [الإنجليزية] هو قرص ذو حالة صلبة يحتوي على أربع فتحات وحدة الذاكرة المزدوجة المدمجة [الإنجليزية] للسماح باستخدام ذاكرة الوصول العشوائي العادية للحاسوب الشخصي مثل القرص. إنه أسرع كثيرًا من القرص الصلب، ولا يخضع لقيود دورة الكتابة الموجودة في ذاكرة الفلاش، ومع ذلك فإنه يتطلب الطاقة بشكل مستمر للحفاظ على محتوياته (من طاقة وضع الاستعداد أو البطارية عندما يكون النظام مغلقًا)، ويستخدم طاقة أكبر من العديد من محركات الأقراص الصلبة للحاسوب المحمول، وتبلغ سعته القصوى 4 جيجابايت، وهو مكلف.

تعتبر جميع أشكال تخزين الحالة الصلبة أكثر تكلفة من محركات الأقراص الدوارة التقليدية، لذا فإن بعض تصميمات أجهزة الحاسوب الهادئة تستخدمها مع محرك أقراص ثابت ثانوي لا يمكن الوصول إليه إلا عند الحاجة، أو مع تخزين متصل بالشبكة، حيث يتم الاحتفاظ بمحركات الأقراص الصلبة التقليدية الأقل هدوءًا عن بعد.

#### المحرك البصري
يمكن إبطاء محركات الأقراص الضوئية بواسطة برامج لإسكاتها، مثل نيرو درايف سبيد، أو محاكاتها بواسطة برامج محركات الأقراص الافتراضية مثل أدوات ديموت [الإنجليزية] للتخلص من ضجيجها تمامًا. يمكن استخدام محركات الأقراص الضوئية للحاسوب المحمول، والتي تميل إلى أن تكون أكثر هدوءًا، ولكن قد يكون هذا لأنها تميل إلى العمل بشكل أبطأ (عادةً ما تكون سرعة القرص المضغوط 24 مرة، وسرعة قرص دي في دي 8 مرات). تحتوي بعض محركات أقراص دي في دي على ميزة، تسمى عادةً ريبلوك [الإنجليزية]، والتي تقلل من ضوضاء المحرك عن طريق إبطاء المحرك أثناء تشغيل الفيديو. لعمليات التشغيل، يلزم سرعة 1x (أو الوقت الفعلي) فقط.

### المكونات الخارجية

#### الشاشة
يمكن لشاشة سي آر تي أن تنتج ضوضاء ملفوفة، كما يمكن لمصدر الطاقة الخارجي لشاشة إل سي دي أو محول الجهد للإضاءة الخلفية للشاشة أن تنتج ضوضاء أقل (أزيز) عند السطوع الكامل. لا يؤدي تقليل السطوع باستخدام بطاقة الفيديو إلى حدوث أزيز، ولكنه قد يقلل من دقة الألوان. ستنتج شاشة إل سي دي مع مصدر طاقة خارجي مخفي عن الطريق ضوضاء أقل وضوحًا من شاشة بها مصدر طاقة مدمج في غلاف الشاشة.

#### الطابعة
في الماضي، كانت الطابعات الصاخبة بشكل خاص مثل الطابعات ذات المصفوفة النقطية والطابعات ذات العجلات المتتالية توضع في صناديق أو خزانات عازلة للصوت، ويمكن استخدام نفس التقنية مع الطابعات الحديثة لتقليل الضوضاء التي تسببها. وهناك حل آخر يتمثل في ربط الطابعة بشبكة ووضعها بعيدًا فعليًا عن منطقة العمل المباشرة.

## حاسوب محمول
على عكس أجهزة الحاسوب المكتبية، لا تحتوي أجهزة الحاسوب المحمولة وأجهزة الحاسوب الدفترية عادةً على مراوح لإمداد الطاقة أو مراوح لبطاقة الفيديو، وتستخدم عمومًا محركات أقراص صلبة أصغر حجمًا ومكونات أقل استهلاكًا للطاقة. ومع ذلك، تكون مراوح وحدة المعالجة المركزية في أجهزة الحاسوب المحمولة أصغر حجمًا عادةً، لذا قد لا تكون أكثر هدوءًا بالضرورة من نظيراتها في أجهزة الحاسوب المكتبية – تتطلب مساحة المروحة الأصغر سرعات مروحة أسرع لتحريك نفس كمية الهواء. علاوة على ذلك، فإن المساحة المحدودة والوصول المحدود والمكونات الملكية تجعل إسكاتها أكثر صعوبة.

### بدون مروحة
ومع ذلك، فإن عددًا من أجهزة الحاسوب المحمولة وأجهزة الحاسوب المحمولة الصغيرة لا تستخدم مراوح التبريد على الإطلاق.[بحاجة لتحديث]
أصبحت أجهزة الحاسوب المحمولة بدون مراوح (أجهزة الحاسوب اللوحية، وأجهزة الحاسوب المحمولة الصغيرة، وأجهزة كروم بوك، وأجهزة ألترابوك وأجهزة الحاسوب 2 في 1) التي تعمل بقدرة أقل من 10–15 واط على وحدات المعالجة المركزية المحمولة (معالجات معمارية آرم الأكثر شيوعًا) شائعة بعد أجهزة الحاسوب المحمولة الصغيرة ولكن بعد ذلك بشكل أساسي بعد تقديم أول جهاز آي باد في عام 2010. كانت وحدة المعالجة المركزية لجهاز آي باد الأول، أرم كورتكس–إيه8، أول تصميم كورتكس يتم اعتماده على نطاق واسع في الأجهزة الاستهلاكية.

## وصلات خارجية
- Silent PC Review، مؤرشف من الأصل في 2025-01-01 – articles on various aspects of PC acoustics.
  - What is a "Silent" Computer?، Silent PC Review، 21 سبتمبر 2006، مؤرشف من الأصل في 2019-12-03.
  - What is a "Silent" Computer? (بالهولندية), Vrad, Archived from the original on 2024-08-08.
  - Reference/Recommended، Silent PC Review، مؤرشف من الأصل في 2019-12-21.
  - In a nutshell، Silent PC Review، مؤرشف من الأصل في 2016-03-03.
- PC، SE: Silent، مؤرشف من الأصل في 2024-05-20.